# Аккуль (Челябинская область)
Аккуль — упразднённый посёлок в Кунашакском районе Челябинской области России. На момент упразднения входил в состав Усть-Багарякского сельсовета.

## География
Располагался у озера Белого вблизи границы с Курганской областью, на расстоянии примерно 6,5 километра (по прямой) к юго-востоку от посёлка Кумкуль.

## История
Решением Челябинского облисполкома от 25 мая 1963 года зарегистрирован вновь возникший населённые пункты при молочно-товарной ферме 4-го отделения совхоза «Синарский» — посёлок Аккуль.
В 1970-е годы в поселке размешалась бригада 6-го отделения совхоза.
Исключен из учётных данных решением Челябинского облисполкома от 01.10.1974 г.

## Население
По данным на 1970-й год в посёлке проживало 29 человек.